# John Lennon
John Ono Lennon (születési nevén John Winston Lennon; Liverpool, 1940. október 9. – New York, 1980. december 8.) MBE (a Brit Birodalmi Rend tagja), a 20. század egyik legnagyobb hatású angol énekese, dalszerzője, a The Beatles gitárosa. Az 1960-as évek folyamán Paul McCartney-val való együttműködése komoly hatást gyakorolt a beatzene és a rock fejlődésére, a komolyabb és politikai üzenetet hordozó irányba terelve azt.
Lennon dalai tele vannak fájdalommal és reménnyel. Zenéje hol vidám, hol pedig nagyon komor volt. Dalszövegeiben személyes és karrierjéhez fűződő vágyait, gondolkodásmódját, a hírnév árnyoldalait és az aktuális eseményekről alkotott véleményét fogalmazta meg. McCartney-val sikerült meghonosítania az elektronikus effekteket a rockzenében, lehetővé téve ezzel számtalan zenei stílus kialakulását.
Lennon a televízióban, filmekben (mint az 1964-es Egy nehéz nap éjszakája), sajtótájékoztatókon és interjúkban tanúbizonyságot tett személyiségének lázadó, kritikus oldaláról, gyors észjárásáról és szarkasztikus humoráról. Munkáiban előszeretettel alkalmazta a szándékos megtévesztést. Zenei karrierje mellett békeaktivista, író, színész és festőművész is volt. 1980. december 8-án New Yorkban Mark David Chapman gyilkolta meg.
2002-ben a BBC egy közvélemény-kutatás keretében összeállította a 100 legnagyobb brit névsorát, amelyen Lennon a 8. lett (Paul McCartney a 19., George Harrison a 62. lett).

## Ifjúkora

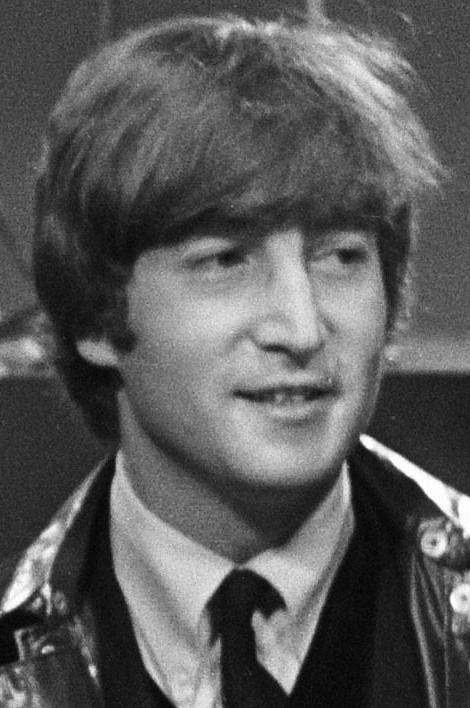
Lennon 1964-ben

A társadalmi közhangulat Lennon születésekor eléggé nyugtalan volt, mivel Nagy-Britannia épp a második világháborút próbálta megnyerni. Szülei mindketten rendelkeztek némi zenei háttérrel, de egyikük sem foglalkozott vele komolyan. Lennon a szüleivel Liverpoolban élt mindaddig, amíg apja, Alfred Lennon (becenevén Alf, később „Freddy”) hajópincér ott nem hagyta a családot. John ekkor még csak ötéves volt. Anyja, Julia ekkor úgy döntött, hogy nem képes gondozni a fiát és nővérére, Mimire bízta a nevelését. Így John gyermek- és kamaszkorát Mendipsben, a Menlove Avenue 251. címen töltötte a nagynénjével és annak férjével, George-dzsal.
Mint Liverpool legtöbb lakosa, Lennon is ír származású volt. Nagyapja, James Lennon 1858-ban, Dublinban született, nagyanyja, Mary (leánykori nevén Maguire) szintén ír születésű volt. Anyja, Julia Stanley pedig walesi felmenőkkel rendelkezett. Lennon ír származásáról csak felnőttkorában értesült.
A fiúról kiderült, hogy rövidlátó, így kénytelen volt szemüveget hordani. Korai Beatles-beli karrierje során kontaktlencsét vagy dioptriás napszemüveget viselt, de 1966-ban, a How I Won the War című film forgatásán egy olcsó, egészségügyi szemüveget kellett viselnie. A forgatás után azonban tovább hordta, így a kerek szemüveg személyiségének szerves részévé vált.
Bár nem az anyjával élt, rendszeres kapcsolatban volt vele, és a látogatások alatt Julia megtanította bendzsón játszani. John egy életre elkötelezte magát a zene mellett. Nem sokkal fia 18. születésnapja előtt az anya baleset áldozata lett: 1958. július 15-én egy részeg, szolgálaton kívüli rendőr elgázolta. Neki kellett azonosítania anyja holttestét. Ezután barátsága Paul McCartney-val még mélyebb lett, akinek édesanyja szintén meghalt, mellrákban, amikor Paul 14 éves volt. Az esemény Lennon több dalára hatással volt: „Julia” (1968), „Mother” (1970) és „My Mummy's Dead” (1970). Elsőszülött fiát, Juliant édesanyja után nevezte el.
Mimi nagynénje bemutatta Lennon néhány rajzát a Liverpool College of Artnál, és elérte, hogy a fiút felvegyék az iskolába. Itt találkozott későbbi feleségével, Cynthia Powellel, azonban hamarosan meggyűlölte az iskolai fegyelmet, konformitást és mint sok korabeli fiatal, egyre növekvő érdeklődéssel figyelte a rock and rollt és olyan amerikai énekeseket, mint Elvis Presley, Chuck Berry és Buddy Holly. Végül az 1950-es évek végén megalakította saját skiffle zenekarát, a The Quarryment (iskolájáról, a Quarry Bank High Schoolról nevezte el). Miután Paul McCartney és George Harrison is csatlakozott, „Johnny and the Moondogs” néven rock and roll-t kezdtek játszani. Nevüket később Buddy Holly The Crickets nevű zenekarának emlékére The Silver Beetles–re változtatták (két e-vel; „crickets”-„tücskök”, „beetles”-„bogarak”). Ezt hamarosan The Beatlesre rövidítették. 1962-ben feleségül vette Cynthiát, mert a lány teherbe esett Julian nevű fiukkal.

## A Beatlesben játszott szerepe
Mint a Beatles tagja, együttesvezetője, Lennon komoly hatással volt a rock and roll-ra és kibővítette a zenei irányzat határait az 1960-as években. Őt és szerzőtársát, Paul McCartney-t a 20. század legbefolyásosabb zenészei között tartják számon. Kettőjük közül Lennont tekintik a jobb szövegírónak és McCartney-t a tehetségesebb zeneszerzőnek. Ugyan nagyon leegyszerűsített, de ezen megállapításban van némi igazság. Bár a legtöbb dalt Lennon–McCartney-ként jegyzik, de a Lennon által inspiráltak mélyértelműbb, önelemző és sokszor személyes dolgokkal foglalkozó darabok. A legszürreálisabb dalai a „Strawberry Fields Forever” és az „I am the Walrus” szép példái különleges stílusának. Zeneszerzői kapcsolata McCartney-val többször késztette annak felületesebb, pozitív szemléletének az ellentételezésére, megmutatva az érem másik oldalát. Ez „Getting Better” című daluk szövegében is érezhető:
McCartney: „I have to admit it's getting better, it's getting better all the time.” („Meg kell mondanom, ez egyre jobb.”)
Lennon: „Couldn't get much worse!” („Sokkal rosszabb már nem lehet!”)

### „Népszerűbbek vagyunk, mint Jézus”
Gyakran nagyon szabadon fejezte ki magát, a sajtó pedig sok mindenről megkérdezte a véleményét. 1966. március 4-én a London Evening Standard újságírónőjének (egyik barátjának), Maureen Cleave-nek adott interjújában a következő kijelentést tette a vallással kapcsolatban:
„A kereszténység el fog tűnni. Megszűnik, megsemmisül. Erről még csak vitatkozni sem vagyok hajlandó. Igazam van és be is fog igazolódni. Már most népszerűbbek vagyunk, mint Jézus. Nem tudom persze, melyik fog előbb letűnni a színről, a rock ’n’ roll vagy a kereszténység. Jézussal nincs is semmi baj, de a követői ostobák és közönségesek. Ők csavarják ki úgy a dolgokat, hogy az számomra tönkreteszi az egészet.” Öt hónapig nem volt különösebb visszhangja az interjúnak, akkor viszont egy Datebook nevű tinédzserlap címlapon hozta az idézetet.
Az Egyesült Államok déli területén található Bibliaövezet lakosai és konzervatív vallási körei komoly támadást indítottak, aminek hatására az ottani rádióállomások letiltották az együttes számait, albumaikat és a hozzájuk kötődő termékeket pedig elégették, elpusztították. Spanyolország és a Vatikán denunciálta Lennon szavait, majd Dél-Afrikában is betiltották a Beatles-számok rádiós sugárzását. Lennon beismerte, nem örült annak, hogy gyűlölködést szított és 1966. augusztus 11-én a Beatles sajtókonferenciát tartott Chicagóban a növekvő felháborodás csillapítására.
„Azt hiszem, ha azt mondtam volna, hogy a televízió sokkal népszerűbb, mint Jézus, nem lett volna semmi baj, de mivel egy barátommal beszéltem, Beatlest mondtam. Sajnálom, hogy kinyitottam a számat. Nem vagyok istenellenes, Krisztus-ellenes vagy vallásellenes, nem ítéltem el és nem kisebbítettem a jelentőségét. Csak tényként közöltem, ami leginkább Angliára igaz. Nem mondom, hogy jobbak vagy nagyszerűbbek vagyunk Jézusnál, nem is hasonlítom magunkat Jézus Krisztushoz mint személyhez, istenhez, vagy akárkihez. Csak mondtam, amit mondtam, és ez nem volt helyes. És rosszul értelmezték. Ennyi.”
A Vatikán elfogadta a bocsánatkérést. Sokszor rosszul idézték, amint azt mondta: „nagyobbak, mint Jézus”, amiről sokan azt hitték, úgy érti, hogy a Beatles jobb, mint Jézus.
A Beatles hamarosan befejezte a turnézást (1966. augusztus 29-én, a San Franciscó-i Candlestick Parkban), és stúdiózenekarként folytatták. A nyilvánosan előadható dalok írásának kényszere nélkül egyre bonyolultabb hangzásokat sikerült felfedezniük.

### Lennon és családi problémái
Ma már sokan tudják, hogy Lennon néhányszor megütötte Cynthiát, még kapcsolatuk elején. A Beatle-mánia fokozódása és a turnék okozta stressz csak növelte a feszültséget. Fiától, Juliantől is távol volt, aki baráti viszonyban volt Paul McCartney-val. Ahogy később mondta: „Sosem akartam tudni, milyen volt velem az apám. Sokszor nagyon rosszul esett amiket rólam mondott – például, egy whiskysüvegből jöttem ki egy szombat este. Meg ilyenek. – Hol van ezekben a szeretet? Sokszor mentünk el Paullal valahová – többször, mint az apámmal. Nagyon jó barátok voltunk, sokkal több képen vagyok vele, mint apámmal.”
Meg kell jegyezni, hogy a „Mother” című dalban John magát is okolja, amiért nem nevelte rendesen a fiát.

### Lennon és Ono
1966. november 9-én, miután az utolsó turnéjuk véget ért és befejezte a Hogyan nyertem meg a háborút? című film egy kisebb szerepének a forgatását, Lennon megnézte Yoko Ono kiállítását a londoni Indica galériában. Szerelmi kapcsolatuk 1968-ban kezdődött, a férfi Indiából való hazaérkezése után, mikor rájött, hogy eltávolodtak egymástól feleségével, Cynthiával. A házasság még abban az évben válással végződött, Lennon és Ono pedig elválaszthatatlanok voltak a magánéletben, a nyilvánosság előtt sőt a Beatles lemezfelvételei alatt is. A sajtó Onoval szemben elég rosszindulatú volt, sok mocskolódó cikk jelent meg vele szemben. Ez feldühítette Lennont, aki a nyilvánosság előtt azt mondta, hogy nincs John és Yoko, mert ők egyek, JohnÉsYoko. Lennon 1966-ban vegetáriánus lett, és haláláig az maradt. Ezek az új fejlemények nyilvánvaló súrlódáshoz vezettek a zenekar többi tagjával és fokozták a feszültséget a Fehér Album 1968-as felvételei alatt.
1968. december 11-én The Dirty Mac nevű alkalmi zenekarukkal Lennon és Ono részt vett a Rolling Stones Rock and Roll Circus című műsorában.
A szájhagyomány gyakran Onot tekinti az együttes felbomlásának fő okaként, de a valóságban a tagok már menedzserük, Brian Epstein 1967-ben bekövetkezett halála után eltávolodtak egymástól, személyes- és zenei fejlődésük össze nem egyeztethető iránya miatt.
A Beatles utolsó két évében Lennon legtöbb idejét Yokóval és a vietnámi háború ellen való tiltakozással töltötte. 1969. március 20-án John Lennon és Yoko Ono megesküdtek Gibraltáron. A mézesheteiket Amszterdamban tartották „Egy ágyban…” a békéért („Bed-In” for peace). Később ugyanezt megismételték Montréalban is. Ezen második performance alatt vették fel a „Give Peace a Chance” című dalt, ami a békemozgalmak nemzetközi himnusza lett. A média egyszerűen egy excentrikus párnak tekintette őket, de még mindig fontos szerepet játszottak a háborúellenes megmozdulásokban és a feminista mozgalomban. Többször sajátos módon demonstráltak; kitalálták a Bagism mozgalmat (magyarul „zsákizmus”-nak lehetne fordítani), melyet először egy bécsi sajtótájékoztatón mutattak be. John hamarosan Winstonról Onora változtatta a második nevét, hogy megmutassa Yokóval való egységüket és megírta „John és Yoko balladáját” („The Ballad of John and Yoko”) nászútjukról és az azt követő nyomásról. 1969. november 25-én visszaküldte az angol királynőtől kapott MBE lovagi kitüntetését a vietnámi háborúban való brit részvétel, illetőleg a Nigéria-Biafra konfliktusba való beavatkozás miatt; és még egy ok miatt: mert a „Cold Turkey” lecsúszott a listákon (ezt viccnek szánta).

### A Beatles feloszlása
A kudarcba fulladt Get Back/Let It Be felvételein nem javult a négy zenész kapcsolata. Miután 1969 nyarán mindketten megsérültek egy skóciai autóbalesetben, Lennon úgy intézte, hogy Yoko folyamatosan vele legyen a stúdióban a Beatles Abbey Road című albumának felvételein. Egy nagyméretű ágyat toltak be a stúdióba, hogy ne kelljen elválniuk egymástól. Ez az album volt a zenekar utolsó csiszolt, egyesült munka eredményének minősíthető lemeze és kiadása után, 1969 őszén úgy tűnt, hogy a tagok csendesen búcsút vettek egymástól. Utoljára 1969. augusztus 20-án voltak mind a négyen együtt a stúdióban.
Lennon elhatározta, hogy feloszlatja a zenekart, de a többiek lebeszélték arról, hogy a nyilvánosság előtt ilyesmit mondjon. Miután McCartney megtudta, hogy a Get Back felvételein készült anyagokat kiadásra készítik elő, komoly vita kezdődött közte és Lennon között; Lennon ugyanis maga ruházta fel Phil Spectort a felvételek kezelésének jogával. McCartney 1970. április 10-én sajtóközleményben tudatta a nyilvánossággal, hogy kilép a Beatlesből, és a zenekar feloszlik. A feloszlás jogilag csak valamivel később következett be, Lennon és McCartney kapcsolatának itt vége lett; bár röviddel Lennon halála előtt kibékültek.

## Szólókarrier
A korábbi Beatles-tagok közül talán neki volt a legváltozatosabb zenei karrierje, gyakran visszatükröződtek benne személyiségének viszontagságai . Még a zenekar tagjaként elkészített három, nehezen értelmezhető, kísérleti elektronikus zenei albumot Onoval, Unfinished Music No. 1: Two Virgins, Unfinished Music No. 2: Life with the Lions, és Wedding Album címmel. Következő szólóalbuma, egy koncertlemez, a Live Peace in Toronto 1969, melyet 1969-ben (még a Beatles feloszlása előtt) vett fel Torontóban, a Rock 'n' Roll Revival Festivalon a The Plastic Ono Banddel, amiben ekkor Eric Clapton, Klaus Voormann és Alan White játszott. Ekkoriban három önálló dalt is felvett, amelyek a háborúellenes „Give Peace a Chance”, a heroinnal való küzdelméről szóló „Cold Turkey” és az „Instant Karma!” voltak.
A Beatles felbomlását követően, 1970-ben jelent meg tulajdonképpeni első szólólemeze, a nyers, őszinte John Lennon/Plastic Ono Band című album, melyre nagy hatással volt Lennonnak az Arthur Janov pszichiáternél folyó terápiája is. Ennek hatása a (szó szerinti) ordításokban tükröződik, olyan dalokban, mint a „Mother” vagy a „Well Well Well”. A lemez a mai napig egyike a valaha készült legszemélyesebb és legjobb zenei műveknek. Kimagasló száma a „God”, amiben felsorolja mindazokat a dolgokat, amiben nem hisz, a Beatlest is beleértve, illetve mindazt amiben hisz. Következő kísérlete a zenekar mítoszának megszüntetésére egy hosszú interjú volt, amit a Rolling Stone zenei újságnak adott.
1971-ben megjelent az Imagine, karrierjének legsikeresebb szólóalbuma, melynek hangulata az álmodozás és a harag között váltakozik. A címadó szám, amely a világbéke himnuszává vált, jelképezte Lennon „fehér korszakát” (fehér ruhák, fehér zongora, fehér szoba…)
Talán ellenhatásként a következő lemez, a Some Time in New York City hangos, érdes, erősen politizáló lett, számokkal börtönlázadásokról, rasszizmusról, szexuális kapcsolatokról, a britek szerepéről az észak-írországi vallási alapú harcokban és személyes gondjairól az amerikai zöld kártya megszerzésében. Ezt az albumot tartják karrierje mélypontjának, mely tele van esetlen, primitív üzenetekkel, de nagyon kevés bennük a művészi érték. Lennont az 1960-as évek vége óta érdekelte a baloldali politizálás, többször is adott adományokat a Trockista Munkások Forradalmi Pártjának. A csoporttal való kapcsolata ekkor volt a legszorosabb. 1972. augusztus 30-án két segélykoncertet adott a New York-i Madison Square Gardenben az Elephant’s Memory nevű zenekar kíséretével. Ezek voltak utolsó teljes koncertjei. Onoval egy héten keresztül meghívott műsorvezetőként működtek közre a Mike Douglas Show-ban, melynek során kiderült, hogy Lennon esze és humora még mindig a helyén van.
1972-ben jelent meg „Woman is the Nigger of the World” című, szexizmus-ellenes dala, melyben arra utal, hogy néhány országban a feketéket diszkriminálják, ugyanígy a nőket is az egész világon. A dalt majdnem mindenhol betiltották, bár második fellépésén a The Dick Cavett Show-ban megpróbálta elérni, hogy leadják a TV-ben.
1973-ban új erőre kapott és megjelentette a Mind Games című albumot. Ebben egy „Nutopia” nevű országról énekel; ez a zöld kártyáért folytatott harcának a szatírája. Ebben az évben a legnagyobb feltűnést okozó dala a különös „I’m the Greatest” volt, amit Ringo Starr nagyon sikeres Ringo című albumára írt.
1973 során magánélete összeomlott, amikor Yoko kitette a szűrét a házból. Yoko felajánlotta asszisztensüknek, May Pangnek, hogy „legyen Johnnal, segítsen neki és teljesítse minden kérését”. John és May hamarosan Los Angelesbe költözött. Lennon ezt az időszakot csak „elveszett hétvége” néven nevezte, bár 1975 elejéig eltartott. Ezalatt May bátorította, hogy több időt töltsön Juliannel, ők pedig Cynthiával barátnők lettek. 1974 során John néhányszor részegen randalírozott, de May szerint a magánéletben higgadt volt, és sok testedzést végzett.
A sok ivás ellenére képes volt egy elég jó fogadtatásban részesülő albumot összehozni, a Walls and Bridges-t. Szerepelt rajta Elton John az ütemes „Whatever Gets You Thru the Night”-ban, ami sláger lett. Egy másik toplistás száma a Beatles-szerű hangzást mutató „#9 Dream”. Azzal zárta az évet, hogy meglepetésvendégként fellépett Elton John Madison Square Garden-beli koncertjén, ahol a „Lucy in the Sky with Diamonds”, a „Whatever Gets You Thru the Night” és az „I Saw Her Standing There” című dalokat közösen adták elő. Ez volt Lennon utolsó koncertje.
1975-ben megjelent a Rock 'n’ Roll című album, melyen ifjúkorában sikeres rock and roll számok feldolgozásai szerepeltek. A projektet hátráltatta Phil Spector produceri közreműködése és számos jogi huzavona. A végeredmény negatív kritikákat kapott, pedig rajta volt a „Stand by Me” ünnepelt feldolgozása is.
Ekkor Yoko első gyermekükkel volt terhes. Lennon úgy döntött, – mivel a Beatlemánia idején nem tudta élvezni az apai élet örömeit – hogy családi életére összpontosít. Ezt megkönnyítette, hogy 1976-ban engedélyezték számára az amerikai bevándorlást, egy több éves, a Nixon-adminisztrációval folytatott csata végeztével, amelyben szerepelt egy politikai indíttatású FBI vizsgálat is.
Ugyancsak 1975-ben segített megírni David Bowie „Fame” című dalát, mely Bowie első listavezető dala lett az USA-ban.
A visszavonulás 1980-ig tartott. Lennon felfrissült, tele volt ötletekkel. Egy karibi vakáció alkalmával sok dalt írt, és egy új albumról kezdett gondolkodni. A visszatéréshez Yoko Onóval elkészítették a Double Fantasy című koncept albumot, ami kapcsolatukról szólt. A cím egy virág nevéből eredt, amit egy kiállításon látott; úgy gondolta, a cím tökéletesen leírja házasságukat. A „(Just Like) Starting Over” elkezdett felfelé kúszni a slágerlistákon, és Lennon egy világkörüli turnéról kezdett gondolkodni. Elkezdte a Milk and Honey munkálatait is, amit végül – sajnos – befejezetlenül hagyott. Eltelt némi idő, mire Ono rávette magát, hogy befejezze.
Lennon eléggé kiábrándult, amikor George Harrison I Me Mine című könyvében szinte egy szót sem írt róla. Yoko szerint annak sem örült nagyon, hogy Paul Beatles-dalai népszerűbbek voltak, mint az övéi.

## A gyilkosság

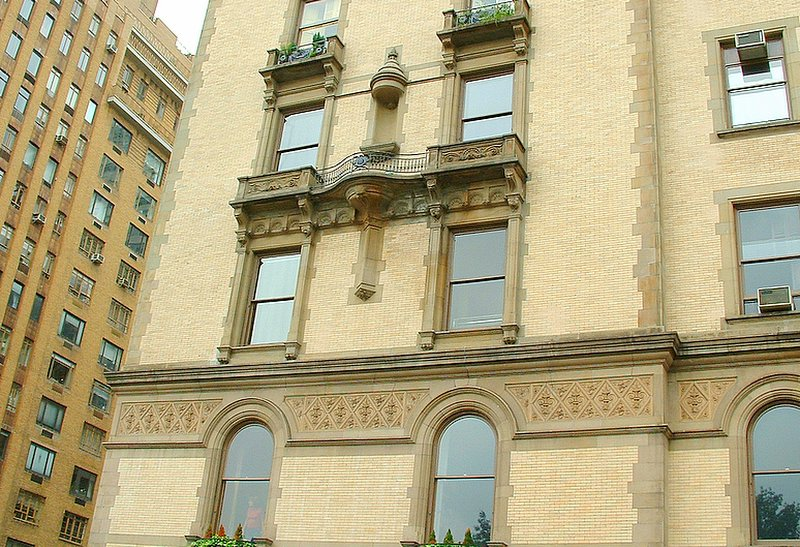
Lennonék New York-i lakása

1980. december 8-án dél körül a Lennon házaspár a Rolling Stone magazin híres fotósát, Annie Leibovitzot fogadta a Dakota-házban. A fotóművész készített pár felvételt róluk. Lennon mindenben benne volt, egy olyan kép is készült, amelyen ő anyaszült meztelenül simul hozzá a teljesen felöltözött Yokóhoz. Leibovitz megígérte a párnak, hogy a címlapra kerül a fotó.
A fotóművésznő masinája valószínűleg még javában kattogott, amikor Mark David Chapman kijelentkezett a szállodájából, és elindult, hogy „beteljesítse küldetését”. A kabátzsebébe rakott egy kartonlapot, hogy ne dudorodjon ki feltűnően a pisztolya, és magával vitte előző nap vásárolt Double Fantasy lemezét. Úton Lennonék rezidenciája felé betért még egy könyvesboltba is, ahol megvette a Rozsban a fogó című könyvet, és első oldalára ennyit írt: „Ez a vallomásom.”
Ezután már nem volt más dolga, mint várakozni a Dakota-ház előtt. Olvasgatta a Rozsban a fogót, beszélgetésbe elegyedett a Dakota-ház portásával, és összehaverkodott egy amatőr fotóssal, Paul Goreshsel, aki gyakran őgyelgett a hírességek lakta épület előtt, hiszen itt nagy eséllyel le lehetett kapni valamelyik sztárt. És valóban, Paul Simon és Mia Farrow is feltűnt a ház kapujában, amíg várakoztak, miközben Chapman arról beszélt újdonsült ismerősének, hogy alá akarja íratni Lennonnal a lemezét.
Lennonék délután indultak el egy közeli lemezstúdióba, hogy tovább dolgozzanak a Walkin' On Thin Ice című számukon, amit már a következő lemezre szántak. Házuk kapuján kilépve összetalálkoztak Mark David Chapmannel. A fiatalember teljesen megbénult a lehetőségtől, nem mozdult, az amatőr fotósnak kellett odataszigálni őt a párhoz. Chapman autogramot kért a lemezére, amit Lennon készséggel teljesített. Az énekes ráírta a borítóra, hogy „John Lennon, 1980. december” és még meg is kérdezte a félszeg Chapmant, hogy akar-e még valamit. Paul Goresh megörökítette fényképezőgépével a jelenetet.
Ezután Lennonék elhajtottak a stúdióba, ahol David Geffen (a Geffen lemezcég tulajdonosa) azzal az örömhírrel várta őket, hogy a Double Fantasy aranylemez lett. Az új dalon körülbelül négy órát dolgozott a pár, majd elindultak haza. 11 óra előtt tíz perccel gördült be a limuzin a Dakota-ház elé. Yoko szállt ki elsőnek a kocsiból, ő ment elöl, az új felvételeket tartalmazó demo-kazettákat és egy magnót cipelő Lennon pár lépéssel lemaradva követte.

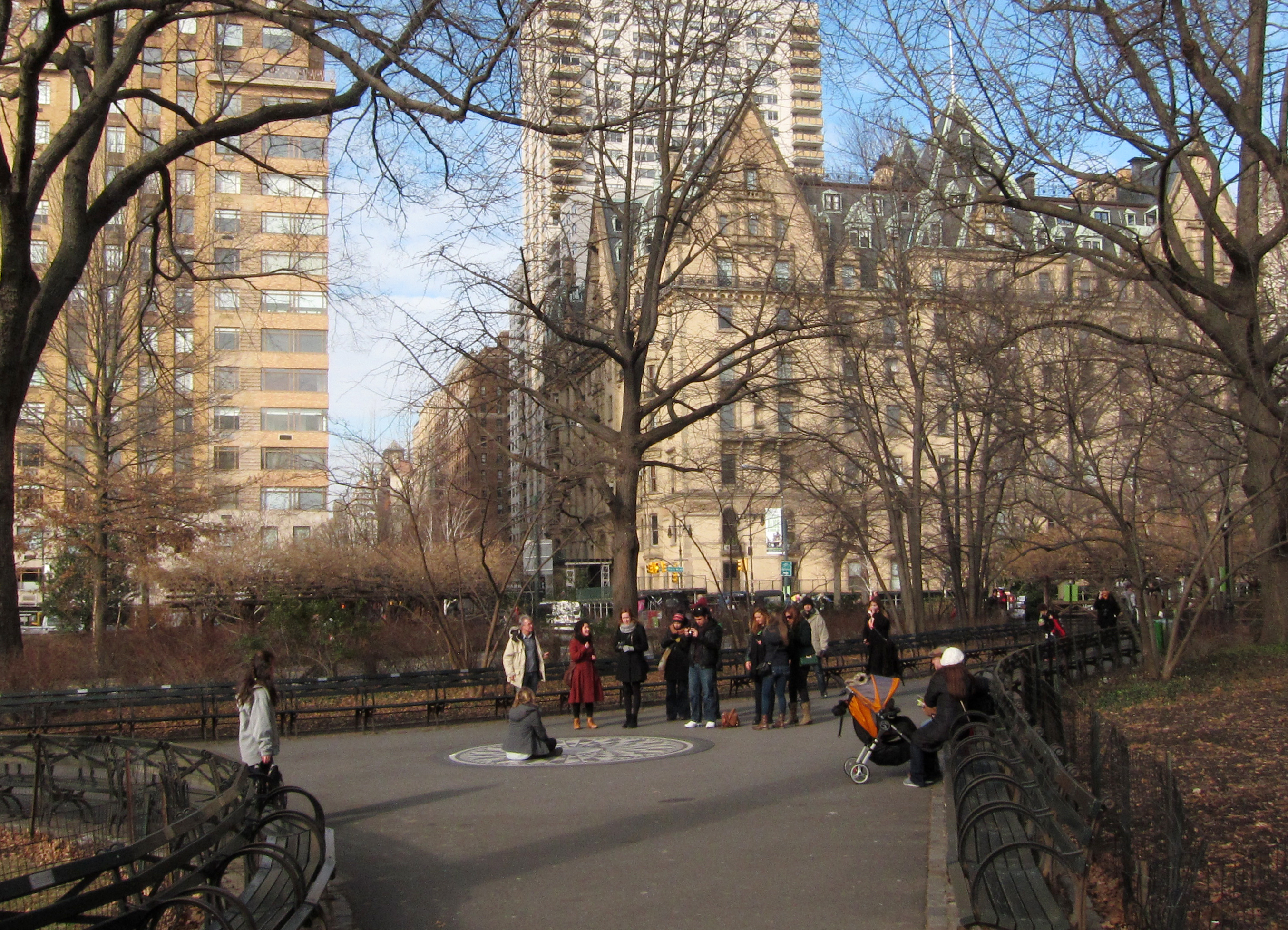
Háttérben a Dakota-ház, amely Manhattan városrészben, a Central Park West-en, a 72. utca sarkán áll

Chapman ekkor már résen volt, és ezúttal nem tűnt bátortalannak. Megvárta, amíg Yoko elhalad előtte, még oda is köszönt neki. Mialatt Ono bement, Lennon Chapmanre nézett, utána a bejárat felé indult.
Miközben Lennon elsétált mellette, Chapman azt kérdezte: „Mr. Lennon?”. Ahogy Lennon megfordult, Chapman úgy helyezkedett, amit a szemtanúk „harcállás”-nak neveztek, majd lőtt – ötször. Az egyik mellément, a többi Lennon hátát és vállait érte. Az egyik lövedék az aortáját találta el.
Chapman ottmaradt, fegyverét José Perdomo vette el, utána azt kérdezte tőle: „Mit csinált, mit csinált?”; Chapman csak annyit válaszolt: „Lelőttem John Lennont”. Ezután levette a kabátját, majd J.D. Salinger Rozsban a fogó című munkáját kezdte olvasni. A rendőrség perceken belül kiért, és Chapman még mindig olvasott.
Mivel nem tudtak várni a kiérkező mentőre, két rendőr a járőrkocsi hátsó ülésén a Roosevelt Kórházba szállította Lennont. Mikor megkérdezték, hogy tudja-e, kicsoda, nem egybehangzó vélemények szerint azt válaszolta, hogy: „Igen”, vagy: „John Lennon vagyok, a Beatle”, vagy csupán bólintott, így nem tudjuk biztosan, mik voltak az utolsó szavai. Minden, megmentésére irányuló erőfeszítés ellenére belehalt a 80%-os vérveszteségbe. 40 éves volt.
Az első hírt a merényletről az újonnan alapított CNN adta; Kathleen Sullivan műsorvezetőnő jelentette be, hogy Lennont lelőtték és épp kórházba szállítják (a halálhírét még nem erősítették meg). Ám a legtöbben elég furcsa módon értesültek az eseményről. Howard Cosell, a legendás sportriporter, az ABC Monday Night Football című műsorának tudósítója jelentette be a halálhírét:
Cosell: „Emlékezzünk arra, hogy ez csak egy focimeccs, mindegy, ki győz vagy veszít. Az ABC News egy súlyos tragédiáról értesített minket New York Cityből. John Lennon – talán a leghíresebb Beatle – New York-i lakóháza előtt öt lövést kapott, és kórházba szállítás közben elhunyt.”
A konkurens NBC csatornán jóval szokványosabban adtak hírt az esetről. A „The Tonight Show Starring Johnny Carson” című műsor egyik jelenetét megszakították, bemondták a hírt, majd folytatták a műsort.
Amikor az 1960-as években Lennont arról kérdezték, szerinte hogyan fog meghalni, azt felelte: „Biztos valami őrült fog kinyiffantani.” Bár Lennon ezt minden bizonnyal viccnek szánta, mégis bekövetkezett. Még egy hasonló kijelentést tett utolsó interjújában, amikor azt mondta, úgy érzi, mintha valaki követné: először szövetségi ügynökök az 1970-es években, hogy deportálják, majd a megszállott rajongó 1980-ban. Több amerikai és kanadai Beatles-koncerten megerősített őrizetet kaptak a fenyegetések miatt, Ringo Starr azt mondta, hogy egy montreali koncerten a cintányérok mögött kellett ülnie.

## Megemlékezések

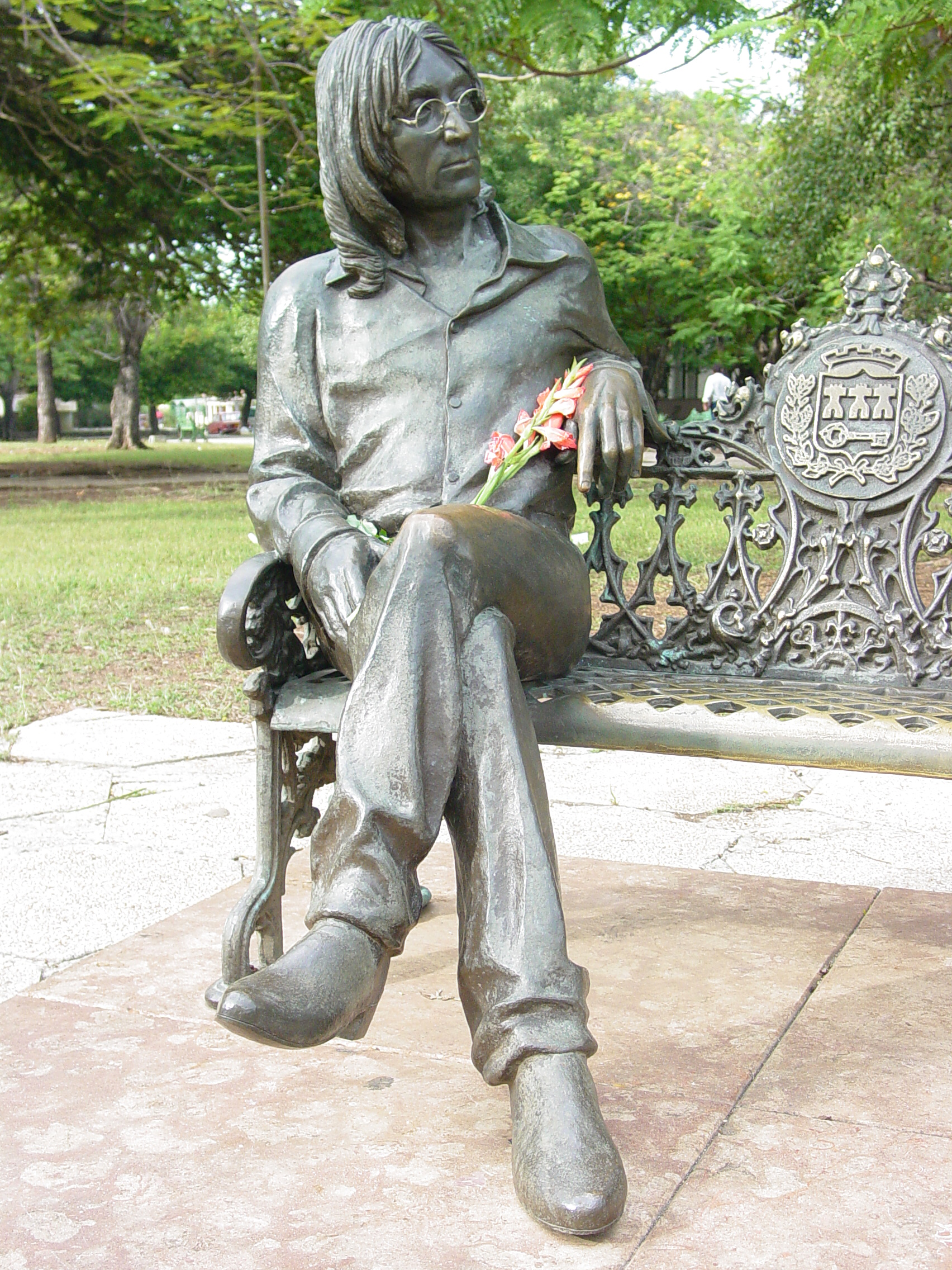
Életnagyságú bronzszobra, Havanna, Kuba

Nagy tömeg gyűlt össze a Dakota-ház körül Lennon halálának éjszakáján. Ono kiüzent, hogy az éneklésüktől nem tud aludni, és arra kérte őket, hogy vasárnap gyűljenek össze a Central Parkban egy csendes, tízperces imára. A csendes gyűlésre való felhívást világszerte megfogadták.
A halála utáni napon a Queen együttes koncertjén előadta Imagine című dalát, John Lennon tiszteletére. Freddie Mercury, az együttes énekese később írt egy dalt is Lennon emlékére, ez az 1982-es Hot Space című albumukon hallható.
Különös emléket állított Lennonnak a Rolling Stone magazin, amikor nem sokkal a gyilkosság után megjelent számának címlapjára az az Annie Leibovitz által a lövöldözés reggelén készített fotó került, amelyiken Lennon látható meztelenül, embrionális pózban, amint megcsókolja a teljesen felöltözött Onót.
Az Imagine Emlékművet Lennon emlékére építették a Central Parkban, szemben a Dakota-házzal. Mikor 2001-ben George Harrison meghalt, az emberek itt gyűltek össze a megemlékezésre.
2002-ben Liverpool repülőterét Lennonról nevezték el. A mottójuk: „Above us only sky” („Felettünk csak az ég” – az Imagine című dalból).

### Szobrok, emlékművek

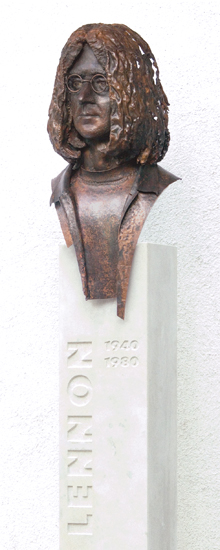
John Lennon-mellszobor, 2010, Sopron, ifj. Szlávics László alkotása

- 1981. október 9-én avatták fel álló egész alakos portrészobrát, Los Angeles, City Hall–East, Brett-Livingstone Strong alkotása .
- 2001 Egész alakos ülő portrészobra, Havanna, Kuba, José Villa Soberón alkotása
- 2002 márciusában felavatták álló, egész alakos portrészobrát a róla elnevezett repülőtér épületében, Liverpoolban, Tom Murphy alkotását. [halott link]
- 2005 Egész alakos ülő portrészobra, A Coruña, Spanyolország, Jose Luis Ribas alkotása
- 2006 Egész alakos ülő portrészobra, Almería, Spanyolország, Carmen Mudarra alkotása
- 2007 Álló egész alakos portrészobra, Lima, Peru
- 2007 Imagine Peace Tower, Reykjavík, Izland, Yoko Ono alkotása . A mű oldalán 24 nyelven – köztük magyarul – olvasható a „KÉPZELD EL A BÉKÉT” felirat.
- 2010 októberében a közelgő 70. születési évfordulója tiszteletére Sopronban felavatták  életnagyságú mellszobrát a soproni Zeneiskola (Horváth József Alapfokú Művészetoktatási Intézmény) udvarán. Az emlékmű ifjabb Szlávics László alkotása.
- Álló, egész alakos portrészobra, Liverpool, Hard Day's Night Hotel homlokzatán   Archiválva 2020. május 22-i dátummal a Wayback Machine-ben. Mellszobra az épület belső terében látható, mely Laura Lian alkotása.
- Álló, egész alakos portrészobra látható Liverpoolban, a Cavern Pub előtt.
- Álló, egész alakos portrészobra, Read Hard Rock Cafe, Washington, USA
- Prágában áll a róla elnevezett Lennon-fal, amit tőle származó idézetekkel festenek át újra és újra a helyi graffitisek, 1980 óta.[3]

## Álnevek
Szólókarrierje során Lennon a saját albumain (és mások, például Elton John albumain is) különböző álneveken szerepelt, mint például: Dr Winston O'Boogie, Mel Torment (szójáték Mel Tormé énekes nevére, torment=kín, kínlódás, gyötrelem) és A Tiszteletre Méltó Fred Gherkin. Ő és Ono (Ada Gherkin vagy más álnéven) utazásaikon is használták a neveket, hogy elkerüljék a felesleges felhajtást.

## Kötetei magyarul
- Anne Duffield példátlan ecsete; ford. Révbíró Tamás, ill. Viszt György, Magyar Iparművészeti Főiskola, Budapest, 1981
- Lennon–McCartney: Yesterday. Beatles-dalszövegek angolul és magyarul; összegyűjt., vál., sajtó alá rend., ford. Márton András; Maecenas, Budapest, 1990 ISBN 963-7425-32-2
- Boldog karácsonyt / Happy Christmas; szerk. Bánosi György, Novák András, adattár összeáll. Tihanyi Ernő, ford. Ambrózy István et al.; Édesvíz, Budapest, 1990 ISBN 963-7940-12-X
- Kövér dudor Eric Hearble fején; ford. Hideg János, ill. John Lennon; Háttér, Budapest, 1995 ISBN 963-7455-99-X
- John Lennon emlékezik; riporter Jann S. Wenner, ford. Kőrös László; Cartaphilus, Budapest, 2001
- John Lennon saját szavaival; lejegyezte Miles, ford. Romhányi Török Gábor; Allprint, Budapest, 2004
- John Lennon a zenéről, a pénzről, a hírnévről; szerk. Ken Lawrence, ford. Rákócza Richárd; JLX, Budapest, 2006
- John Lennon levelei és feljegyzései; szerk. Hunter Davies, ford. Bánosi György; Partvonal, Budapest, 2018

## Életrajzok és könyvek

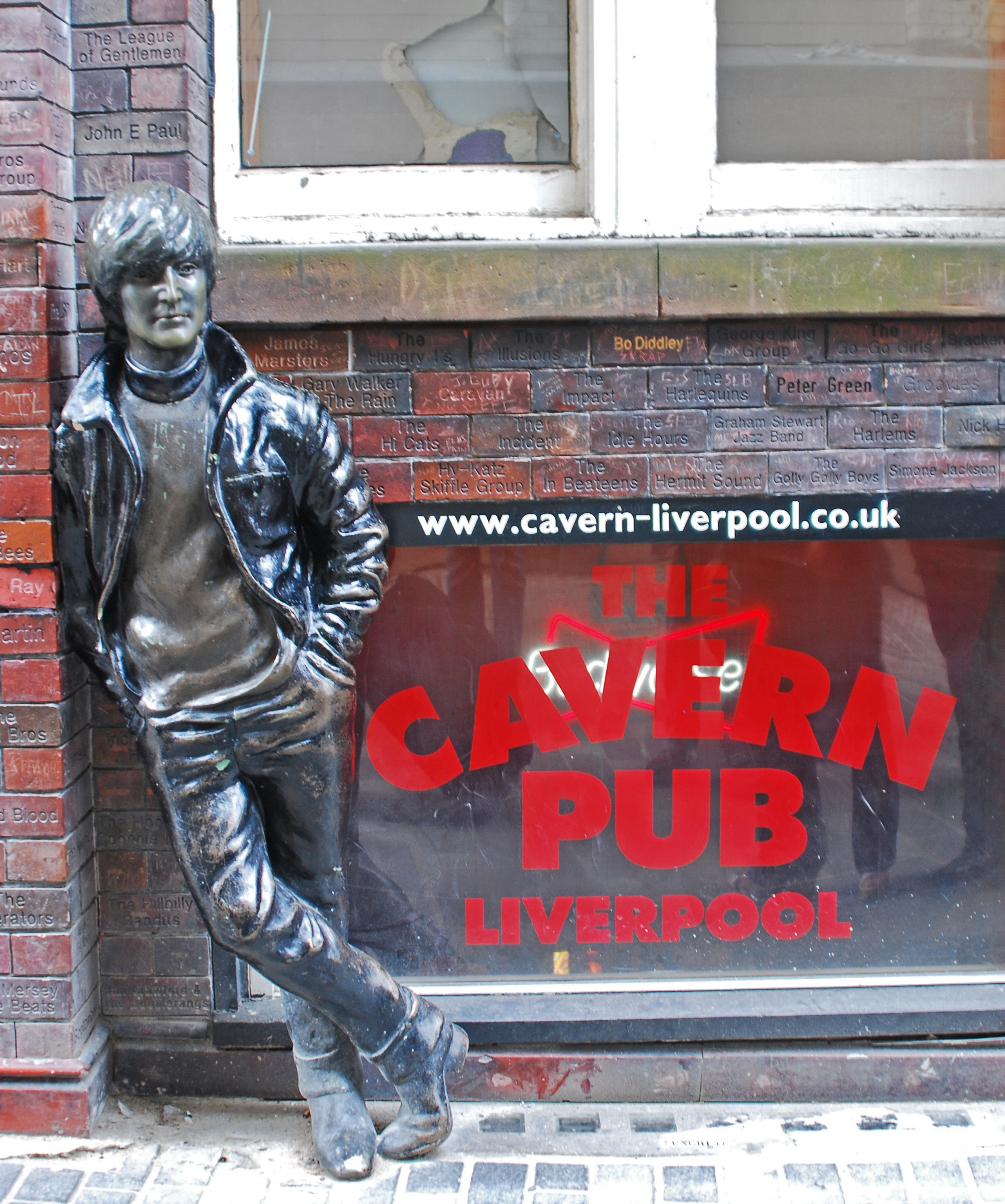
Életnagyságú bronzszobra, Liverpool

- Ungvári Tamásː Beatles biblia. A négy apostol mítosza; Gondolat, Budapest, 1969
- Koltay Gábor (szerk.): John Lennon 1940–1980; Budapest, Zeneműkiadó, 1981
- A Beatles most és mindörökké. Egy kiállítás képei; Rainer Moers dokumentumainak felhasználásával összeáll. Ungvári Tamás; Sportpropaganda, Budapest, 1982
- Molnár Imre: Népszerűbb Jézus Krisztusnál?! John Lennon regénye; Tinódi, Budapest, 1990
- Jason Leen: Üzenet. John Lennon az ötödik dimenzióból; ford. László Júlia; Hunga-Print, Budapest, 1992
- Richard Buskin: John Lennon élete és legendája; ford. Daisy Ágnes; Phoenix Könyvkiadó és Terjesztő Kft., Debrecen, 1993
- Ian MacDonaldː A fejek forradalma. A Beatles dalai és a hatvanas évek; ford. Révbíró Tamás; Park, Budapest, 1999
- Corinne Ullrich: John Lennon; ford. Deréky Géza; Magyar Könyvklub, Budapest, 2001 (MKK portré)
- Vass Zsuzsannaː Ballada a kettétört gitárról; Accordia, Budapest, 2001
- Benedek Szabolcsː Így élt John Lennon; Dekameron, Budapest, 2002
- G. Nagy Iliánː John Lennon halála. Dráma két felvonásban; Inter Leones, Üröm, 2004
- G. Nagy Iliánː The death of John Lennon. A drama in two acts; Inter Leones, Üröm, 2004
- Sebők Jánosː A Dakota-ház fantomja. John Lennon eltitkolt élete és halála. Az amerikai évek; Népszabadság Könyvek, Budapest, 2005
- Ian MacDonaldː A fejek forradalma. A Beatles dalai és a hatvanas évek. Lennon, McCartney, Harrison, Starr; ford. Révbíró Tamás; 3. jav., bőv. kiad.; Trubadúr, Budapest, 2015
- Lesley-Ann Jones: John Lennon élete, szerelmei és halála; Kossuth, Budapest, 2020
- Marsi József: Egy álom vége – John Lennon utolsó évei; Könyvműhely, Budapest, 2021
- Marsi József: Egy világ, egy nép, John Lennon 1981-es világkörüli turnéjának tervei, előzményei; Budapest 2023
- James Patterson–Casey Sherman–Dave Wedge: John Lennon utolsó napjai; ford. Metz Ferenc; Könyvmolyképző, Szeged, 2023

## Érdekességek
- Többen állítják, hogy John Lennon halála politikai gyilkosság volt.
- Dimebag Darrell heavy metal zenészt Lennon halálának az évfordulóján ölték meg 2004-ben.
- Lennon barátja, Klaus Voormann készítette a Beatles „Revolver” című nagylemezének borítóját. Zenészként nemcsak a The Plastic Ono Banddel lépett fel, hanem George Harrisonnal és Manfred Mann-nel is.

## Diszkográfia
- 1970 John Lennon/Plastic Ono Band
- 1971 Imagine
- 1972 Some Time in New York City
- 1973 Mind Games
- 1974 Walls and Bridges
- 1975 Rock ’n’ Roll
- 1980 Double Fantasy
- 1984 Milk and Honey

## Legsikeresebb dalai
- 1969 „Give Peace a Chance” (with The Plastic Ono Band) #2 UK, #14 US
- 1969 „Cold Turkey” (with The Plastic Ono Band) #14 UK, #30 US
- 1970 „Instant Karma (We All Shine On)” (with Yoko Ono and The Plastic Ono Band) #3 US, #5 UK
- 1971 „Mother” #43 US
- 1971 „Power to the People” (with The Plastic Ono Band) #7 UK, #11 US
- 1971 „Imagine” #3 US
- 1972 „Happy Xmas (War is Over)” (Yoko Ono, The Plastic Ono Band and The Harlem Community Choir) #4 UK
- 1972 „Woman Is the Nigger of the World” #57 US
- 1973 „Mind Games” #18 US, #26 UK
- 1974 „Whatever Gets You Through the Night” (with The Plastic Ono Nuclear Band) #1 US, #36 UK
- 1975 „Number 9 Dream” #9 US, #23 UK
- 1975 „Stand by Me” #20 US, #30 UK
- 1975 „Imagine” #6 UK
- 1980 „(Just Like) Starting Over” #1 US, #1 UK
- 1980 „Happy Xmas (War is Over)” (with Yoko Ono, The Plastic Ono Band and The Harlem Community Choir) (re-entry) #2 UK
- 1980 „Give Peace a Chance” (with The Plastic Ono Band) (re-entry) #33 UK
- 1980 „Imagine” (re-entry) #1 UK
- 1981 „Woman” #1 UK, #2 US
- 1981 „I Saw Her Standing There” (Elton John Band feat. John Lennon & The Muscle Shoals Horns) #40 UK
- 1981 „Watching the Wheels” #10 US, #30 UK
- 1981 „Happy Xmas (War Is Over)” (with Yoko Ono, The Plastic Ono Band and The Harlem Community Choir) (re-entry) #28 UK
- 1982 „Love” #41 UK
- 1984 „Nobody Told Me” #5 US, #6 UK
- 1984 „I'm Stepping Out” #55 US
- 1984 „Borrowed Time” #32 UK
- 1985 „Jealous Guy” #65 UK
- 1988 „Jealous Guy” #80 US
- 1999 „Imagine” (re-issue) #3 UK
- 2003 „Happy Xmas (War Is Over)” (with Yoko Ono, The Plastic Ono Band and The Harlem Community Choir) (re-issue) #32 UK